# Lamanonia cuneata
Lamanonia cuneata là một loài thực vật có hoa trong họ Cunoniaceae. Loài này được (Cambess.) Kuntze mô tả khoa học đầu tiên năm 1891.